# 시도나이 신호장
시도나이 신호장(일본어: 志度内信号場)은 일본 아키타현 센보쿠시에 위치한 동일본 여객철도 다자와코 선의 신호장이다.

## 구조
아카부치역보다 다자와코역 방면으로 약 12.4km 지점에 있는 2개의 신호장이다. 센간 터널의 다자와코 역 쪽 출구 부근에 설치되어 있다. 본 신호장은 아키타 신칸센의 일부이며, 신칸센은 고속으로 통과되기 때문에 1선 통과되지 않고 있다. 또한, ATS-P 채용 구간이기 때문에, 안전 측선은 생략되어 있다.

## 주변
- 국도 제46호선
- 센간 터널

## 역사
- 1966년 10월 20일 : 개설.

## 인접 역
| 동일본 여객철도 다자와코 선 | 동일본 여객철도 다자와코 선 | 동일본 여객철도 다자와코 선 |
| --------------------------- | --------------------------- | --------------------------- |
| 아카부치 모리오카 방면      | ■ 다자와코 선               | 다자와코 오마가리 방면      |